# کوه سیرجیو
کوه سیرجیو (به ایتالیایی: Monte Circeo) یک کوه در ایتالیا است که در استان لاتینا واقع شده‌است.